# فرودگاه ایست‌اند
فرودگاه ایست‌اند (به انگلیسی: Eastend Airport) یک فرودگاه همگانی است که یک باند فرود چمن دارد و طول باند آن ۷۶۲ متر است. این فرودگاه در کشور کانادا قرار دارد و در ارتفاع ۹۲۷ متری از سطح دریا واقع شده است.